# Ештеван Суаріш да Сілва
Еште́ван Суа́ріш да Сі́лва (порт. Estêvão Soares da Silva; ? — 27 серпня 1228) — архієпископ Бразький (1212—1228). Представник португальського шляхетного дому Сілва. Конфліктував із португальськими королями Афонсу II і Саншу II. Добився відлучення від церкви першого (1223).

## Імена
- Еште́ван (порт. Estêvão) — португальське ім'я.
- Стефа́н (лат. Stephanus) — латинське ім'я.
- Стефа́н Бра́зький (лат. Stephanus Bracarensis) — латинське ім'я за назвою катедри.

## Біографія
- 1212: призначений на посаду архієпископа Бразького, Португалія[1].

Ештеван ворогував із португальськими королями Афонсу ІІ і Саншу ІІ. Зокрема, від добився від Святого Престолу відлучення Афонсу III. 1223 року архієпископ уклав із Саншу ІІ договір, що передбачав повернення йому втрачених прав, підтримку молодого короля, зняття відлучення з покійного батька.
- 27 серпня 1228: помер у Бразі, Португалія[1].